# 세바스티앵 푸캉
세바스티앵 푸캉(Sébastien Foucan, 1974년 5월 27일 ~ )은 프랑스의 프리러너이자 배우로, 프리러닝의 창시자이다.

## 출연 작품
- 토너먼트 (2009)
- 007 카지노 로얄  (2006)